# Schlachthofsiedlung
Die Schlachthofsiedlung ist ein Siedlungsgebiet im Stadtteil Itzling Nord der Statutarstadt Salzburg.

## Geographie
Die Salzburger Schlachthofsiedlung liegt unweit des Ortskernes der alten Bauerngemeinde Bergheim, rechtsufrig fast unmittelbar an der Salzach, etwa 5½ Kilometer nördlich (salzachabwärts) des Salzburger Stadtzentrums. Sie befindet sich südlich des heutigen Areals des Salzburger Schlachthofes.
Die Ortslage umfasst etwa an die 100 Gebäude.
Nachbarortslagen
|                             | Muntigl (Gem. Bergheim, Bez. Sbg.-Umgebung) | Siglmühle (Gem. Bergheim, Bez. Sbg.-Umgebung) |
|                             | Kompassrose, die auf Nachbargemeinden zeigt | Fischach (Gem. Bergheim, Bez. Sbg.-Umgebung)  |
| Herrenau * (Stt. Liefering) | Salzachseesiedlung * (Stt. Liefering)       | Bergheim (Gem. Bergheim, Bez. Sbg.-Umgebung)  |

* andere Salzachseite

## Geschichte

### Der Salzburger Schlachthof
Die Fleischerstände auf der Hauptbrücke (heute Staatsbrücke) sind schon ab dem 14. Jahrhundert nachweisbar. Hier wurde wohl auch das Vieh geschlachtet, die Schlachtabfälle konnten hier einfach entsorgt werden.

Der erste Schlachthof der Stadt wurde – soweit bekannt – von Wolf Dietrich erbaut und lag im Griesstöckl am Gries (im Bereich der heutigen Griesgasse).

Der zweite Schlachthof wurde 1816 im Rösslstadel des Mödlhammerwirtes in Lehen errichtet.
 
Der Schlachthofbetrieb fand dann nach 1884/85 im Bereich des heutigen Gebirgsjägerplatzes in Froschheim (heute Elisabeth-Vorstadt) statt. Dieser Schlachthof wurde als neue Organisation dann 1930 neu gegründet, um neue Absatzmärkte für die damals stagnierende Viehverwertung zu schaffen.
Vor dem Ende des Zweiten Weltkrieges übersiedelte bereits ein Teil des Schlachthofes nach Bergheim an seinen heutigen Standort, da der Schlachthofbetrieb im zunehmend dicht besiedelten Froschheim vielfach zum Ärgernis geworden war. 1950 tauschte die Stadt mit der Gemeinde Bergheim zur Sicherung seiner Viehverwertung das Gebiet des Schlachthofes gegen den flächenmäßig viel größeren Plainberg (der 1939 von Bergheim nach Salzburg eingemeindet worden war). Bereits 1951 wurde der Neubau des Schlachthofes in Bergheim im Gemeinderat der Stadt beschlossen, es sollten aber bis zur Umsetzung noch Jahre vergehen. Der Bau des neuen Schlachthofes wurde erst 1961 begonnen und erst 1968 wurde das alte Schlachthofgelände am Gebirgsjägerplatz aufgelassen. Der Betrieb nächst dem Ortszentrum von Bergheim war stark erweitert und als moderner Bau neu errichtet worden.

### Die Schlachthofsiedlung

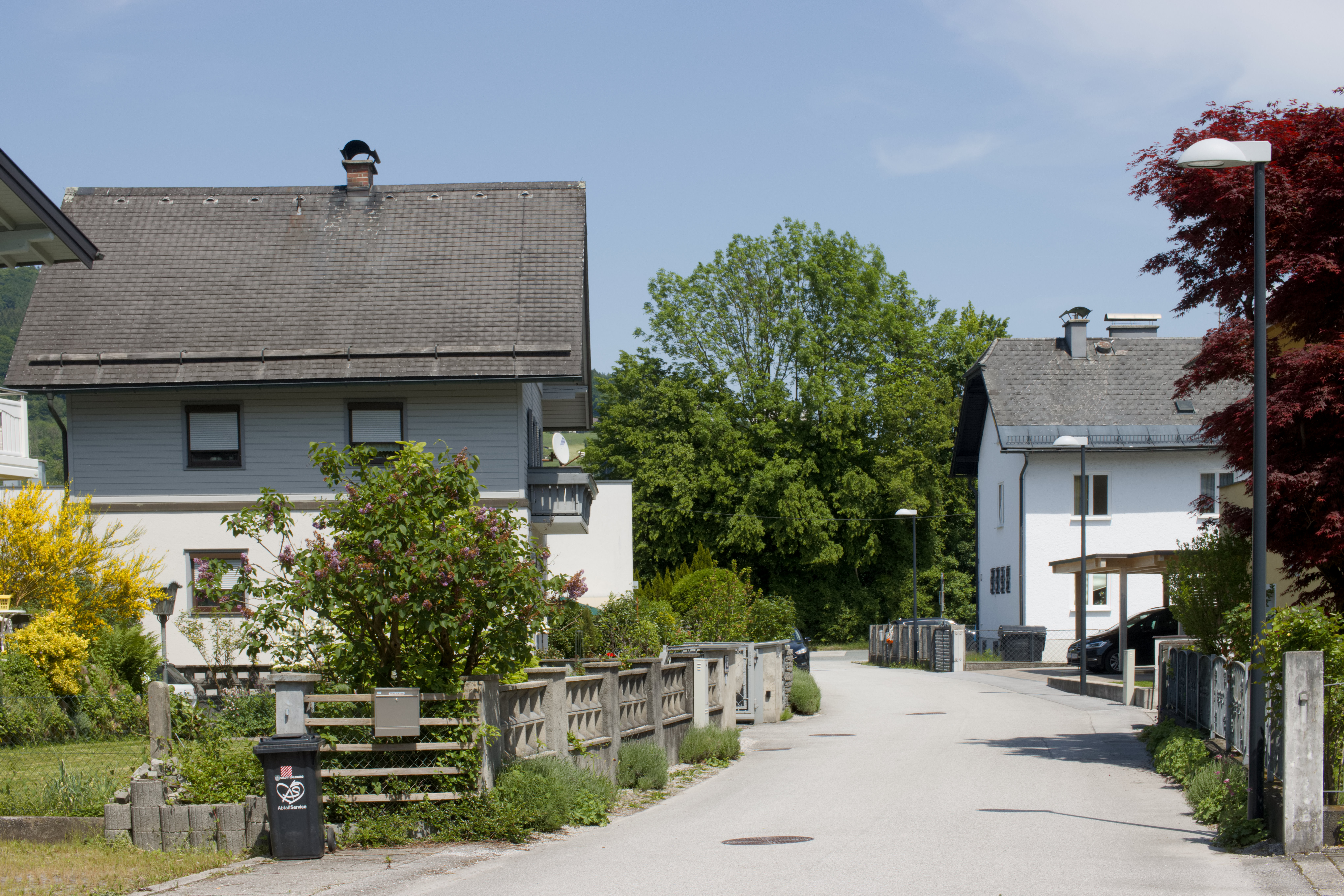
Eine Wohnstraße in der Schlachthofsiedlung

Im Umfeld des Gewerbebetriebes siedelten sich nach 1950 zunehmend Familien an, aus deren kleinstrukturierten Häusern sich allmählich die heutige Schlachthofsiedlung bildete.
Die Straßen sind nach Handwerken benannt (Bäckerstraße, Kupferschmiedstraße, Kürschnerstraße, Metzgerstraße, Seilerstraße, Tischlerstraße)

## Verkehr
Die Schlachthofsiedlung und das anschließende Gewerbegebiet sind verkehrsmäßig durch die Haltestelle Schlachthof erschlossen, welche von der Linie S1/S11 der zur S-Bahn Salzburg gerechneten Salzburger Lokalbahn bedient wird.
Hier befindet sich auch die Anschlussstelle B156 Lamprechtshausener Straße (nordwärts nach Oberndorf, ostwärts nach Lengfelden) mit der aus der Stadt kommenden L118 Bergheimer Landesstraße, hierorts Oberndorfer Straße.